# Suối Đắk Xe Rack
Suối Đắk Xe Rack là một con suối đổ ra Sông Đắk Lô. Suối Đắk Xe Rack chảy qua các tỉnh Kon Tum, Quảng Ngãi .
Suối có chiều dài 37 km và diện tích lưu vực là 125 km² .